# Plenty
Plenty – pierwszy album studyjny polskiej wokalistki Mariki. Wydawnictwo ukazało się 22 sierpnia 2008 roku nakładem wytwórni muzycznej EMI Music Poland.
W ramach promocji do utworu "Moje serce" przez firmę Grupa 13 został zrealizowany teledysk. Drugi singel do utworu pt. "Masz To", który został opublikowany na początku sierpnia 2008 roku na profilu MySpace piosenkarki. Utwór został wykorzystany również na ścieżce dźwiękowej do filmu Kochaj i tańcz w reżyserii Bruce’a Parramore.
Płyta zadebiutowała na 19. miejscu listy OLiS w Polsce. W 2009 roku płyta została nominowana do nagrody polskiego przemysłu fonograficznego Fryderyka w kategorii Album Roku HIP-HOP / R & B.

## Realizacja
Płyta została nagrana w warszawskim LubięWąchaćWinyl Studio. Termin premiery uległ opóźnieniu ze względu na powtórny proces miksowania i masteringu. Gościnnie na Plenty wystąpili m.in. Junior Stress, Ras Luta, Numer Raz oraz Fisz. Wokalistka w następujący sposób opisała udział gości na debiucie:

Nic nie załatwialiśmy drogą korespondencyjną. Byłam w studiu, kiedy nagrywali zwrotki Junior Stress i Ras Luta. Z Numerem pracowaliśmy nad swoimi albumami w tym samym miejscu: Studiu LWW czyli Lubię Wąchać Winyl - to było naturalne. Z Fiszem umówiliśmy się telefonicznie, jego intro nagrali Olo i Kuba (JUNIORbWOY) w King Stone Studio na Tarchominie, gdzie kończyliśmy miksować album.

## Lista utworów
1. "Moje serce" - 3:14
2. "Masz to" - 3:04
3. "Pochwała naiwności" (gościnnie: Junior Stress, Ras Luta) – 4:23
4. "So sure" - 3:11
5. "Ile we mnie jest" (gościnnie: Junior Stress) – 4:47
6. "Siła ognia" (JUNIORbWOY rmx) – 3:40
7. "Funky so sure" - 4:17
8. "Cieciowa" - 2:40
9. "Tysiąc rzeczy" - 3:10
10. "Lullaby for J" - 3:32
11. "Wierzę w cuda" (gościnnie: Numer Raz) – 4:21
12. "Just call" - 3:42
13. "Stop" - 3:08
14. "Here goes" - 5:16
15. "Pieniądze połamane" (gościnnie: Fisz) – 3:03